# Katarzyna Kaczorowska-Bray
Katarzyna Kaczorowska-Bray – polska językoznawczyni, dr hab. nauk humanistycznych, profesor uczelni i dyrektor Instytutu Logopedii Wydziału Filologicznego Uniwersytetu Gdańskiego.

## Życiorys
W 2007 r. obroniła pracę doktorską pt. Wyrażenia przyimkowe w mowie dzieci upośledzonych umysłowo w stopniu umiarkowanym i lekkim, której promotorem był prof. Edward Łuczyński, w 2018 r. habilitowała się na podstawie pracy zatytułowanej Kompetencja i sprawność językowa dzieci z niepełnosprawnością intelektualną w stopniu znacznym, umiarkowanym i lekkim. Została zatrudniona na stanowisku adiunkta w Katedrze Logopedii na Wydziale Filologicznym Uniwersytetu Gdańskiego.
Jest profesorem uczelni i dyrektorem w Instytucie Logopedii na Wydziale Filologicznym Uniwersytetu Gdańskiego, a także członkiem Rady Dyscypliny Naukowej – Językoznawstwa Uniwersytetu Gdańskiego.